# Afrique du Sud-Australie en rugby à XV
Cet article présente l'historique des confrontations entre l'équipe d'Afrique du Sud et l'équipe d'Australie en rugby à XV. Les deux équipes se sont affrontées à 96 reprises dont trois fois en Coupe du monde. Les Sud-Africains ont remporté 52 rencontres contre 41 pour les Australiens, les deux équipes faisant match nul à trois reprises.

## Historique
L'Afrique du Sud réalise à deux reprises une série de sept victoires consécutives (1953-1963, 1969-1971) avant la période d'arrêt (1972-1991) liée à l'Apartheid.
A son retour dans les années 90, l'Afrique du Sud bat l'Australie en coupe du monde à domicile (1995, score de 27 à 18).
Hormis les quatre défaites consécutives en 1999-2000, dont la défaite, en prolongation, en demi-finale de coupe du monde (1999, score de 27 à 21), ainsi que la deuxième série de quatre défaites consécutives en 2010-2011, dont celle en coupe du monde - cette fois-ci en quart de finale -, sur un score très serré (11-9), l'Afrique du Sud domine globalement l'Australie (48 victoires à 37).

## Les confrontations
Voici la liste des confrontations entre ces deux équipes :
| No | Date              | Lieu                                                    | Match                      | Score   | Compétition                    |
| -- | ----------------- | ------------------------------------------------------- | -------------------------- | ------- | ------------------------------ |
| 1  | 8 juillet 1933    | Le Cap - Union d'Afrique du Sud                         | Afrique du Sud – Australie | 17 – 3  | test match                     |
| 2  | 22 juillet 1933   | Durban - Union d'Afrique du Sud                         | Afrique du Sud – Australie | 6 – 21  | test match                     |
| 3  | 12 août 1933      | Johannesburg - Union d'Afrique du Sud                   | Afrique du Sud – Australie | 12 – 3  | test match                     |
| 4  | 26 août 1933      | Port Elizabeth - Union d'Afrique du Sud                 | Afrique du Sud – Australie | 11 – 0  | test match                     |
| 5  | 2 septembre 1933  | Bloemfontein - Union d'Afrique du Sud                   | Afrique du Sud – Australie | 4 – 15  | test match                     |
| 6  | 26 juin 1937      | Sydney - Australie                                      | Australie – Afrique du Sud | 5 – 9   | test match                     |
| 7  | 17 juillet 1937   | Sydney - Australie                                      | Australie – Afrique du Sud | 17 – 26 | test match                     |
| 8  | 22 août 1953      | Johannesburg - Union d'Afrique du Sud                   | Afrique du Sud – Australie | 25 – 3  | test match                     |
| 9  | 5 septembre 1953  | Le Cap - Union d'Afrique du Sud                         | Afrique du Sud – Australie | 14 – 18 | test match                     |
| 10 | 19 septembre 1953 | Durban - Union d'Afrique du Sud                         | Afrique du Sud – Australie | 18 – 8  | test match                     |
| 11 | 26 septembre 1953 | Port Elizabeth - Union d'Afrique du Sud                 | Afrique du Sud – Australie | 22 – 9  | test match                     |
| 12 | 26 mai 1956       | Sydney - Australie                                      | Australie – Afrique du Sud | 0 – 9   | test match                     |
| 13 | 2 juin 1956       | Brisbane - Australie                                    | Australie – Afrique du Sud | 0 – 9   | test match                     |
| 14 | 5 août 1961       | Johannesburg - Afrique du Sud                           | Afrique du Sud – Australie | 28 – 3  | test match                     |
| 15 | 12 août 1961      | Port Elizabeth - Afrique du Sud                         | Afrique du Sud – Australie | 23 – 11 | test match                     |
| 16 | 13 juillet 1963   | Pretoria - Afrique du Sud                               | Afrique du Sud – Australie | 14 – 3  | test match                     |
| 17 | 10 août 1963      | Le Cap - Afrique du Sud                                 | Afrique du Sud – Australie | 5 – 9   | test match                     |
| 18 | 24 août 1963      | Johannesburg - Afrique du Sud                           | Afrique du Sud – Australie | 9 – 11  | test match                     |
| 19 | 7 septembre 1963  | Port Elizabeth - Afrique du Sud                         | Afrique du Sud – Australie | 22 – 6  | test match                     |
| 20 | 19 juin 1965      | Sydney - Australie                                      | Australie – Afrique du Sud | 18 – 11 | test match                     |
| 21 | 26 juin 1965      | Brisbane - Australie                                    | Australie – Afrique du Sud | 12 – 8  | test match                     |
| 22 | 2 août 1969       | Johannesburg - Afrique du Sud                           | Afrique du Sud – Australie | 30 – 11 | test match                     |
| 23 | 16 août 1969      | Durban - Afrique du Sud                                 | Afrique du Sud – Australie | 16 – 9  | test match                     |
| 24 | 6 septembre 1969  | Le Cap - Afrique du Sud                                 | Afrique du Sud – Australie | 11 – 3  | test match                     |
| 25 | 20 septembre 1969 | Bloemfontein - Afrique du Sud                           | Afrique du Sud – Australie | 19 – 8  | test match                     |
| 26 | 17 juillet 1971   | Sydney - Australie                                      | Australie – Afrique du Sud | 11 – 19 | test match                     |
| 27 | 31 juillet 1971   | Brisbane - Australie                                    | Australie – Afrique du Sud | 6 – 14  | test match                     |
| 28 | 7 août 1971       | Sydney - Australie                                      | Australie – Afrique du Sud | 6 – 18  | test match                     |
| 29 | 22 août 1992      | Le Cap - Afrique du Sud                                 | Afrique du Sud – Australie | 3 – 26  | test match                     |
| 30 | 31 juillet 1993   | Sydney - Australie                                      | Australie – Afrique du Sud | 12 – 19 | test match                     |
| 31 | 14 août 1993      | Brisbane - Australie                                    | Australie – Afrique du Sud | 28 – 20 | test match                     |
| 32 | 21 août 1993      | Sydney - Australie                                      | Australie – Afrique du Sud | 19 – 12 | test match                     |
| 33 | 25 mai 1995       | Le Cap - Afrique du Sud                                 | Afrique du Sud – Australie | 27 – 18 | Coupe du monde (poule A)       |
| 34 | 13 juillet 1996   | Sydney - Australie                                      | Australie – Afrique du Sud | 21 – 16 | Tri-nations                    |
| 35 | 3 août 1996       | Bloemfontein - Afrique du Sud                           | Afrique du Sud – Australie | 25 – 19 | Tri-nations                    |
| 36 | 2 août 1997       | Brisbane - Australie                                    | Australie – Afrique du Sud | 32 – 20 | Tri-nations                    |
| 37 | 23 août 1997      | Pretoria - Afrique du Sud                               | Afrique du Sud – Australie | 61 – 22 | Tri-nations                    |
| 38 | 18 juillet 1998   | Perth - Australie                                       | Australie – Afrique du Sud | 13 – 14 | Tri-nations                    |
| 39 | 22 août 1998      | Johannesburg - Afrique du Sud                           | Afrique du Sud – Australie | 29 – 15 | Tri-nations                    |
| 40 | 17 juillet 1999   | Brisbane - Australie                                    | Australie – Afrique du Sud | 32 – 6  | test match                     |
| 41 | 14 août 1999      | Le Cap - Afrique du Sud                                 | Afrique du Sud – Australie | 10 – 9  | test match                     |
| 42 | 30 octobre 1999   | Twickenham, Londres - Angleterre                        | Australie – Afrique du Sud | 27 – 21 | Coupe du monde (demi-finale)   |
| 43 | 8 juillet 2000    | Melbourne - Australie                                   | Australie – Afrique du Sud | 44 – 23 | test match                     |
| 44 | 29 juillet 2000   | Sydney - Australie                                      | Australie – Afrique du Sud | 26 – 6  | Tri-nations                    |
| 45 | 26 août 2000      | Durban - Afrique du Sud                                 | Afrique du Sud – Australie | 18 – 19 | Tri-nations                    |
| 46 | 28 juillet 2001   | Pretoria - Afrique du Sud                               | Afrique du Sud – Australie | 20 – 15 | Tri-nations                    |
| 47 | 18 août 2001      | Perth - Australie                                       | Australie – Afrique du Sud | 14 – 14 | Tri-nations                    |
| 48 | 27 juillet 2002   | Brisbane - Australie                                    | Australie – Afrique du Sud | 38 – 27 | Tri-nations                    |
| 49 | 17 août 2002      | Pretoria - Afrique du Sud                               | Afrique du Sud – Australie | 33 – 31 | Tri-nations                    |
| 50 | 12 juillet 2003   | Le Cap - Afrique du Sud                                 | Afrique du Sud – Australie | 26 – 22 | Tri-nations                    |
| 51 | 2 août 2003       | Brisbane - Australie                                    | Australie – Afrique du Sud | 29 – 9  | Tri-nations                    |
| 52 | 31 juillet 2004   | Perth - Australie                                       | Australie – Afrique du Sud | 30 – 26 | Tri-nations                    |
| 53 | 21 août 2004      | Durban - Afrique du Sud                                 | Afrique du Sud – Australie | 23 – 19 | Tri-nations                    |
| 54 | 9 juillet 2005    | Sydney - Australie                                      | Australie – Afrique du Sud | 30 – 12 | test match                     |
| 55 | 23 juillet 2005   | Johannesburg - Afrique du Sud                           | Afrique du Sud – Australie | 33 – 20 | test match                     |
| 56 | 30 juillet 2005   | Pretoria - Afrique du Sud                               | Afrique du Sud – Australie | 22 – 16 | Tri-nations                    |
| 57 | 20 août 2005      | Perth - Australie                                       | Australie – Afrique du Sud | 19 – 22 | Tri-nations                    |
| 58 | 15 juillet 2006   | Brisbane - Australie                                    | Australie – Afrique du Sud | 49 – 0  | Tri-nations                    |
| 59 | 5 août 2006       | Sydney - Australie                                      | Australie – Afrique du Sud | 20 – 18 | Tri-nations                    |
| 60 | 9 septembre 2006  | Johannesburg - Afrique du Sud                           | Afrique du Sud – Australie | 24 – 16 | Tri-nations                    |
| 61 | 16 juin 2007      | Le Cap - Afrique du Sud                                 | Afrique du Sud – Australie | 22 – 19 | Tri-nations                    |
| 62 | 7 juillet 2007    | Sydney - Australie                                      | Australie – Afrique du Sud | 25 – 17 | Tri-nations                    |
| 63 | 19 juillet 2008   | Perth - Australie                                       | Australie – Afrique du Sud | 16 – 9  | Tri-nations                    |
| 64 | 23 août 2008      | Durban - Afrique du Sud                                 | Afrique du Sud – Australie | 15 – 27 | Tri-nations                    |
| 65 | 30 août 2008      | Johannesburg - Afrique du Sud                           | Afrique du Sud – Australie | 53 – 8  | Tri-nations                    |
| 66 | 9 août 2009       | Le Cap - Afrique du Sud                                 | Afrique du Sud – Australie | 29 – 17 | Tri-nations                    |
| 67 | 29 août 2009      | Perth - Australie                                       | Australie – Afrique du Sud | 25 – 32 | Tri-nations                    |
| 68 | 5 septembre 2009  | Brisbane - Australie                                    | Australie – Afrique du Sud | 21 – 6  | Tri-nations                    |
| 69 | 24 juillet 2010   | Brisbane - Australie                                    | Australie – Afrique du Sud | 30 – 13 | Tri-nations                    |
| 70 | 28 août 2010      | Pretoria - Afrique du Sud                               | Afrique du Sud – Australie | 44 – 31 | Tri-nations                    |
| 71 | 4 septembre 2010  | Bloemfontein - Afrique du Sud                           | Afrique du Sud – Australie | 39 – 41 | Tri-nations                    |
| 72 | 23 juillet 2011   | Sydney - Australie                                      | Australie – Afrique du Sud | 39 – 20 | Tri-nations                    |
| 73 | 13 août 2011      | Durban - Afrique du Sud                                 | Afrique du Sud – Australie | 9 – 14  | Tri-nations                    |
| 74 | 9 octobre 2011    | Wellington - Nouvelle-Zélande                           | Afrique du Sud – Australie | 9 – 11  | Coupe du monde (1/4 de finale) |
| 75 | 8 septembre 2012  | Perth - Australie                                       | Australie – Afrique du Sud | 26 – 19 | The Rugby Championship         |
| 76 | 29 septembre 2012 | Pretoria - Afrique du Sud                               | Afrique du Sud – Australie | 31 – 8  | The Rugby Championship         |
| 77 | 7 septembre 2013  | Brisbane - Australie                                    | Australie – Afrique du Sud | 12 – 38 | The Rugby Championship         |
| 78 | 28 septembre 2013 | Le Cap - Afrique du Sud                                 | Afrique du Sud – Australie | 28 – 8  | The Rugby Championship         |
| 79 | 6 septembre 2014  | Patersons Stadium, Perth - Australie                    | Australie – Afrique du Sud | 24 – 23 | The Rugby Championship         |
| 80 | 27 septembre 2014 | Newlands Stadium, Le Cap - Afrique du Sud               | Afrique du Sud – Australie | 28 – 10 | The Rugby Championship         |
| 81 | 18 juillet 2015   | Suncorp Stadium, Brisbane - Australie                   | Australie – Afrique du Sud | 24 – 20 | The Rugby Championship         |
| 82 | 10 septembre 2016 | Suncorp Stadium, Brisbane - Australie                   | Australie – Afrique du Sud | 23 – 17 | The Rugby Championship         |
| 83 | 1 octobre 2016    | Loftus Versfeld Stadium, Pretoria - Afrique du Sud      | Afrique du Sud – Australie | 18 – 10 | The Rugby Championship         |
| 84 | 9 septembre 2017  | Perth Oval, Perth - Australie                           | Australie – Afrique du Sud | 23 – 23 | The Rugby Championship         |
| 85 | 30 septembre 2017 | Free State Stadium, Bloemfontein - Afrique du Sud       | Afrique du Sud – Australie | 27 – 27 | The Rugby Championship         |
| 86 | 8 septembre 2018  | Suncorp Stadium, Brisbane - Australie                   | Australie – Afrique du Sud | 23 – 18 | The Rugby Championship         |
| 87 | 29 septembre 2018 | Nelson Mandela staduim, Port Elisabeth - Afrique du Sud | Afrique du Sud – Australie | 23 – 12 | The Rugby Championship         |
| 88 | 20 juillet 2019   | Ellis Park Stadium, Johannesburg - Afrique du Sud       | Afrique du Sud – Australie | 35 – 17 | The Rugby Championship         |
| 89 | 12 septembre 2021 | Cbus Super Stadium, Robina - Australie                  | Australie – Afrique du Sud | 28 – 26 | The Rugby Championship         |
| 90 | 18 septembre 2021 | Suncorp Stadium, Brisbane - Australie                   | Australie – Afrique du Sud | 30 – 17 | The Rugby Championship         |
| 91 | 27 aout 2022      | Adelaide Oval Adelaide - Australie                      | Australie – Afrique du Sud | 25 – 17 | The Rugby Championship         |
| 92 | 3 septembre 2022  | Allianz stadium,Sydney - Australie                      | Australie – Afrique du Sud | 8 – 24  | The Rugby Championship         |
| 93 | 8 juillet 2023    | Loftus Versfeld Stadium, Pretoria - Afrique du Sud      | Afrique du Sud – Australie | 43 – 12 | The Rugby Championship         |
| 94 | 10 aout 2024      | Lang Park Brisbane - Australie                          | Australie – Afrique du Sud | 7 – 33  | The Rugby Championship         |
| 95 | 17 aout 2024      | Perth Stadium Perth - Australie                         | Australie – Afrique du Sud | 12 – 30 | The Rugby Championship         |
| 96 | 16 aout 2025      | Ellis Park Stadium, Johannesburg - Afrique du Sud       | Afrique du Sud – Australie | 22 – 38 | The Rugby Championship         |

## Résumés de confrontations

### Australie - Afrique du Sud du 15 juillet 2006
| Équipes        | Australie - Afrique du Sud |
| Score          | 49 - 0 (mi-temps: 30-0) |
| Date           | 15 juillet 2006 |
| Stade          | Suncorp Stadium de Brisbane Australie |
| Arbitre        | Paul Honiss Nouvelle-Zélande |
| Points marqués | |
| Australie      | 6 essais par Jeremy Paul, Greg Holmes, Matt Giteau (2), Chris Latham et Mark Chisholm, 5 transformations par Stirling Mortlock, 1 drop par Stephen Larkham, 2 pénalités par Stirling Mortlock |
| Afrique du Sud | |

Le score de 49-0 représente la victoire la plus nette de l'Australie contre l'Afrique du Sud. Les six essais à zéro représentent le plus gros écart jamais enregistré dans un match des Tri-nations depuis sa création. 
Ce match est aussi la deuxième défaite la plus nette subie par les Springboks pendant leur histoire (le record est de 3 à 53 contre l'équipe d'Angleterre en 2002).

### Australie - Afrique du Sud du 5 août 2006
| Équipes        | Australie - Afrique du Sud |
| Score          | 20 - 18 |
| Date           | 5 août 2006 |
| Stade          | Telstra Stadium de Sydney Australie                                                                                           |
| Arbitre        | Joël Jutge France |
| Points marqués | |
| Australie      | 2 essais par Mark Gerrard (32e) et Matt Rogers (75e), 2 transformations et 1 pénalité par Stirling Mortlock                   |
| Afrique du sud | 2 essais par Jaque Fourie (54e) et Percy Montgomery (68e), 1 transformation par Percy Montgomery, 2 pénalités par Butch James |

George Gregan est capitaine de l'équipe d'Australie pour la 56e fois, il détient le record maintenant et dépasse John Eales qui avait été 55 fois capitaine. Le match très serré que l'Australie gagne grâce à une meilleure réussite de son buteur, notamment par la transformation réussie par Stirling Mortlock à la 76e minute.
L'Australie remporte la Mandela Challenge Plate qui est maintenant disputée chaque année entre l'Australie et l'Afrique du Sud, au meilleur des trois matchs disputés entre ces deux équipes pendant le Tri-nations.

### Afrique du Sud - Australie du 9 septembre 2006
| Équipes        | Afrique du Sud - Australie                                                                                 |
| Score          | 24 - 16 |
| Date           | 9 septembre 2006                                                                                           |
| Stade          | Ellis Park Stadium, Johannesburg Afrique du Sud                                                            |
| Arbitre        | Steve Walsh Nouvelle-Zélande                                                                               |
| Points marqués | |
| Afrique du Sud | 2 essais par Fourie du Preez et Breyton Paulse, 1 transformation, 3 pénalités et 1 drop de André Pretorius |
| Australie      | 1 essai de Stephen Larkham, 1 transformation et 3 pénalités de Stirling Mortlock                           |

### Afrique du Sud - Australie du 16 juin 2007
| Équipes        | Afrique du Sud - Australie |
| Score          | 22 - 19 (10-16) |
| Date           | 16 juin 2007 |
| Stade          | Newlands (Le Cap) |
| Arbitre        | Wayne Barnes Angleterre |
| Points marqués | |
| Afrique du Sud | 1 essai de Jaque Fourie (14e), 1 transformation de Percy Montgomery (15e), 2 pénalités de Percy Montgomery (46e, 54e), 2 drops de François Steyn (74e, 78e) |
| Australie      | 1 essai de Matt Giteau (31e), 1 transformation de Stirling Mortlock (32e), 4 pénalités de Stirling Mortlock (13e, 29e, 37e, 44e)                            |

### Australie - Afrique du Sud du 7 juillet 2007
| Équipes        | Australie - Afrique du Sud |
| Score          | 25 - 17 (10 - 17) |
| Date           | 7 juillet 2007 |
| Stade          | Telstra Stadium (Sydney) |
| Arbitre        | Paul Honiss ( Nouvelle-Zélande) |
| Points marqués | |
| Australie      | 3 essais de Mark Gerrard (22e), Stephen Hoiles (42e), Matt Giteau (55e), 2 transformations de Stirling Mortlock (23e, 43e), 2 pénalités de Stirling Mortlock (37e, 52e) |
| Afrique du Sud | 2 essais de Wikus van Heerden (6e), Breyton Paulse (8e), 2 transformations de Derick Hougaard (7e, 9e), 1 pénalité de Derick Hougaard (16e)                             |

Pour ce match revanche entre les deux équipes, les Springboks présentent une équipe remaniée avec la mise au repos de nombreux titulaires habituels. L'ouvreur australien Stephen Larkham fête sa 100e sélection à l'occasion de ce match (le troisième joueur australien qui atteint ce total, après David Campese et George Gregan).

### Australie - Afrique du Sud du 19 juillet 2008
| Équipes        | Australie - Afrique du Sud                                                                                                |
| Score          | 16 - 9 |
| Date           | 19 juillet 2008 |
| Stade          | Subiaco Oval (Perth) |
| Arbitre        | Bryce Lawrence |
| Points marqués | |
| Australie      | 2 essais de Lote Tuqiri (35e) et Stirling Mortlock (45e), 1 pénalité de Matt Giteau (51e), 1 drop de Berrick Barnes (79e) |
| Afrique du Sud | 3 pénalités de François Steyn (7e, 70e) et Butch James (53e)                                                              |

La première période est équilibrée (5-3), un essai de l'ailier Australien Lote Tuqiri répondant à une pénalité de François Steyn. Les Wallabies se détachent en 2e mi-temps par un essai en force de Stirling Mortlock et une pénalité de Matt Giteau (13-3). Les Springboks reviennent au score par deux pénalités de Steyn et Butch James (13-9) mais un drop en fin de match par Berrick Barnes confirme la victoire des Australiens par 16 à 9.

### Afrique du Sud - Australie du 23 août 2008
| Équipes        | Afrique du Sud - Australie |
| Score          | 15 - 27 (0-10) |
| Date           | 23 août 2008 |
| Stade          | ABSA Stadium (Durban) |
| Arbitre        | Lyndon Bray |
| Points marqués | |
| Afrique du Sud | 2 essais de Adrian Jacobs (64e, 70e), 1 transformation de Percy Montgomery (65e), 1 pénalité de Butch James (43e)                                                   |
| Australie      | 3 essais de Benn Robinson (27e), Lote Tuqiri (60e), Stirling Mortlock (67e), 3 transformations de Matt Giteau (27e, 60e, 67e), 2 pénalités de Matt Giteau (8e, 49e) |

### Afrique du Sud - Australie du 30 août 2008
| Équipes        | Afrique du Sud - Australie |
| Score          | 53 - 8 (27-3) |
| Date           | 30 août 2008 |
| Stade          | Ellis Park Stadium (Johannesburg) |
| Arbitre        | Bryce Lawrence |
| Points marqués | |
| Afrique du Sud | 8 essais de Andries Bekker (9e), Jongi Nokwe (11e, 25e, 35e, 49e), Adrian Jacobs (44e), Ruan Pienaar (68e), Odwa Ndungane (78e), 5 transformations par Butch James (9e, 37e, 45e), Percy Montgomery (68e, 78e), 1 pénalité de Butch James (30e) |
| Australie      | 1 essai de Drew Mitchell (55e), 1 pénalité de Matt Giteau (5e) |

### Afrique du Sud - Australie du 8 août 2009
Résultat
| Équipes        | Afrique du Sud - Australie |
| Score          | 29 - 17 (23-10) |
| Date           | 8 août 2009 |
| Stade          | Newlands (Le Cap) |
| Arbitre        | Alain Rolland |
| Points marqués | |
| Afrique du Sud | 1 essai de Victor Matfield (27e) 7 pénalités de Morné Steyn (9e, 12e, 14e, 21e, 36e, 55e, 79e) 1 drop de Morné Steyn (25e)       |
| Australie      | 2 essais de Adam Ashley-Cooper (2e), Matt Giteau (66e) 2 transformations de Matt Giteau (3e, 67e) 1 drop de Berrick Barnes (15e) |

Les Australiens ouvrent le score par un essai des trois-quarts conclu par Adam Ashley-Cooper, Matt Giteau transforme (0-7). Les Springboks prennent l'avantage avec trois pénalités réussies par Morné Steyn (9-7). Les Wallabies reprennent brièvement l'avantage par un drop de Berrick Barnes (9-10), puis les Springboks se détachent au score avec 1 pénalité et un drop de M.Steyn puis un essai de Victor Matfield sur un coup de pied à suivre de John Smit (20-10). Deux joueurs australiens sont exclus pour 10 minutes : Matt Giteau puis Richard Brown. Alors que les Wallabies évoluent à treize, Morné Steyn marque une nouvelle pénalité à la 36e, la mi-temps est sifflée sur le score de 23 à 10 pour les Springboks.
Les premiers points en 2e mi-temps sont marqués par Morné Steyn qui réussit une nouvelle pénalité à la 55e (26-10). Matt Giteau redonne espoir aux Australiens en marquant un essai à la 66e, il réussit la transformation (26-17). Morné Steyn marque une pénalité à la 79e, les Springboks l'emportent sur le score de 29 à 17.

### Australie - Afrique du Sud du 29 août 2009
Résultat
| Équipes        | Australie - Afrique du Sud |
| Score          | 25 - 32 (6-22) |
| Date           | 29 août 2009 |
| Stade          | Subiaco Oval (Perth) |
| Arbitre        | Bryce Lawrence |
| Points marqués | |
| Australie      | 3 essais de Matt Giteau (43e, 74e), Lachie Turner (80e) 2 transformations de M.Giteau (44e, 80e) 2 pénalités de M.Giteau (28e, 40e)                             |
| Afrique du Sud | 4 essais de Fourie du Preez (6e), Jaque Fourie (10e), Bryan Habana (33e, 54e) 3 transformations de Morné Steyn (7e, 34e, 54e) 2 pénalités de M.Steyn (17e, 67e) |

Les Sud-Africains ouvrent le score par un essai de Fourie du Preez qui joue rapidement une pénalité pour lui-même, Morné Steyn transforme (0-7). Ils aggravent la marque par un essai de Fourie du Preez qui perce la défense australienne (0-12) puis par une pénalité de F.Steyn (0-15). Les Wallabies marquent leurs premiers points à la 17e par une pénalité de Matt Giteau (3-15). Bryan Habana marque le 3e essai des Springboks à la 33e, Morné Steyn transforme(3-22). Matt Giteau marque une 2e pénalité à la fin de la première mi-temps (6-22).
Les Wallabies marquent un essai à la 44e par Matt Giteau à la suite d'une pénalité rapidement jouée (13-22). Les Springboks répliquent par un essai de Bryan Habana (54e) et une pénalité de Morné Steyn (13-32). En fin de match les Australiens réduisent l'écart au score par deux essais de Matt Giteau (75e) et Lachie Turner (79e), les Sud-Africains s'imposent par 32 à 25.

### Australie - Afrique du Sud du 5 septembre 2009
Résultat
| Équipes        | Australie - Afrique du Sud |
| Score          | 21 - 6 (9-6) |
| Date           | 5 septembre 2009 |
| Stade          | Suncorp Stadium (Brisbane) |
| Arbitre        | Wayne Barnes |
| Points marqués | |
| Australie      | 2 essais de Adam Ashley-Cooper (63e) et James O'Connor (76e) 1 transformation de Matt Giteau (64e) 2 pénalités de Matt Giteau (6e, 27e) 1 drop de Matt Giteau (35e) |
| Afrique du Sud | 1 drop de Morné Steyn (29e) 1 pénalité de morné Steyn (37e). |

Résumé
Avant ce match les Springboks sont invaincus avec quatre victoires alors que leurs hôtes australiens comptent quatre défaites en autant de matchs disputés. Les Wallabies ouvrent le score par une pénalité de Matt Giteau à la 6e, tapée de 50 m face aux poteaux (3-0). À la 16e un plaquage de Bryan Habana évite un essai en coin de Lachlan Turner. Le score reste inchangé jusqu'à la 27e lorsque Matt Giteau marque une deuxième pénalité (6-0). Les Springboks marquent leurs premiers points par un drop de Morné Steyn à la 29e consécutif à une nouvelle perte de balle à la touche par les Australiens (6-3). Matt Giteau marque un drop à la 35e et Morné Steyn lui répond par une pénalité réussie à la 37e, la mi-temps est sifflée sur le score de 9 à 6 pour les Australiens.
En seconde mi-temps, Will Genia est prêt à marquer un essai à la 53e mais le ballon lui est subtilisé par Fourie du Preez. Ce n'est que partie remise car Adam Ashley-Cooper marque le premier essai de la partie à la 63e sur passe de Berrick Barnes, la transformation de Matt Giteau permet aux Wallabies de mener par 16 à 6. James O'Connor marque un essai à la 76e après avoir récupéré un ballon relâché par un Sud-Africain, les Australiens possèdent alors un avantage de 15 points et le gardent jusqu'à la fin du match sifflée sur le score de 21 à 6 pour les Wallabies.

### Australie - Afrique du Sud du 24 juillet 2010
24 juillet 2010 au Suncorp Stadium, Brisbane
Points marqués :
- Australie : 2 essais de Mitchell (39e) et Genia (74e); 1 transformation de O'Connor (76e); 6 pénalités de Giteau (13e, 20e, 24e, 31e, 43e) et O'Connor (47e)
- Afrique du Sud : 2 essais de Fourie (62e) et Steenkamp (71e); 1 pénalité de Steyn (18e)

Évolution du score : 3-0, 3-3, 6-3, 9-3, 12-3, 17-3, 20-3, 23-3, 23-8, 23-13, 30-13
Arbitre : George Clancy 
Résumé
Les Springboks doivent jouer sans Jean de Villiers qui est suspendu pour deux semaines. Comme lors de leurs deux derniers matchs, un joueur Sud-Africain est exclu en début de match, c'est au tour de Jaque Fourie qui quitte ses partenaires pour dix minutes à la 3e à la suite d'une phase de jeu de 90 secondes des Australiens. L'indiscipline des Springboks est sanctionnée par quatre pénalités en première mi-temps. Un essai est refusé à James O'Connor à la 22e qui est passé en touche avant d'aplatir dans l'en but. Le premier essai australiens est marqué à la 39e par Drew Mitchell, permettant auw Wallabies de mener à la mi-temps par 17 à 3.
Les Australiens augmentent l'écart à la marque au débuté de la deuxième mi-temps par deux pénalités de Matt Giteau et James O'Connor (23-3). Le Springbok BJ Botha reçoit un carton jaune en début de seconde période à la 46e, les deux équipes jouent ensuite à 14 car l'Australien Quade Cooper est exclu à son tour à la 55e. Les Sud-Africains réagissent en marquant deux essais non transformés à la 62e par Fourie et à la 72e par Gurthro Steenkamp (23-13) mais les Australiens creusent à nouveau l'écart par un essai de Will Genia à la 74e. O'Connor réussit la transformation, le score final est de 30 à 13 pour les Australiens.
- Australie
  - Titulaires : 15 Adam Ashley-Cooper, 14 James O'Connor, 13 Rob Horne, 12 Matt Giteau, 11 Drew Mitchell, 10 Quade Cooper, 9 Will Genia, 8 Richard Brown, 7 David Pocock, 6 Rocky Elsom, 5 Nathan Sharpe, 4 Dean Mumm, 3 Salesi Ma'afu, 2 Saia Fainga'a, 1 Benn Robinson.
  - Remplaçants : 16 Stephen Moore, 17 James Slipper, 18 Rob Simmons, 19 Ben McCalman, 20 Luke Burgess, 21 Berrick Barnes, 22 Kurtley Beale.
  - Entraîneur : Robbie Deans
- Afrique du Sud
  - Titulaires : 15 Zane Kirchner, 14 Gio Aplon, 13 Jaque Fourie, 12 Wynand Olivier, 11 Bryan Habana, 10 Morne Steyn, 9 Ruan Pienaar, 8 Pierre Spies, 7 Ryan Kankowski, 6 Schalk Burger, 5 Victor Matfield, 4 Danie Rossouw, 3 BJ Botha, 2 John Smit (cap.), 1 Gurthro Steenkamp.
  - Remplaçants : 16 Chiliboy Ralepelle, 17 CJ van der Linde, 18 Flip van der Merwe, 19 Dewald Potgieter, 20 Francois Hougaard, 21 Butch James, 22 Juan de Jongh.
  - Entraîneur : Peter de Villiers

### Afrique du Sud - Australie du 28 août 2010
28 août 2010 au Loftus Versfeld Stadium, Pretoria
Points marqués :
- Australie : 4 essais de Genia (2e), O'Connor (5e, 10e) et Mumm (25e); 4 transformations de Giteau (3e, 5e, 10e, 26e) ; 1 pénalité de Giteau (47e)
- Afrique du Sud : 5 essais de Smith (8e), Steenkamp (13e), Spies (31e), F. Steyn (49e) et Pietersen (79e); 5 transformations de M. Steyn (8e, 14e, 31e, 51e) et James (80e); 3 pénalités de M. Steyn (19e, 45e) et F Steyn (67e)

Évolution du score : 0-7, 0-14, 7-14, 7-21, 14-21, 17-21, 17-28, 24-28, 27-28, 27-31, 34-31, 37-31, 44-31
Arbitre : Alan Lewis 
Résumé
À l'occasion de cette rencontre, Victor Matfield dispute son 100e test match avec l'équipe d'Afrique du Sud. Un essai est refusé à la 2e à Drew Mitchell qui aplatit juste avant la ligne de but. Ce n'est que partie remise car à la 3e Will Genia profite d'un plaquage manqué de Victor Matfield pour marquer le premier essai australien, Matt Giteau transforme (0-7). Les Australiens marquent un deuxième essai à la 5e par James O'Connor après une percée de Kurtley Beale, Giteau réussit la transformation (0-14). Les Sud-Africains reviennent au score par un essai de Juan Smith à la 8e, transformé par Morne Steyn (7-14). James O'Connor profite d'une réception manquée par Bryan Habana à la 9e et marque le troisième essai des Wallabies, Giteau transforme (7-21). Les Springboks reviennent à nouveau au score par un essai en force de leur pilier Gurthrö Steenkamp à la 14e, Morne Steyn réussit la transformation (14-21). Une pénalité réussie par Morne Steyn à la 20e permet aux Sud-Africains de revenir à quatre points des Australiens (17-21), mais dès la 25e Dean Mumm  marque le quatrième essai australien après une pénalité rapidement jouée par Genia, la transformation réussie par Giteau redonne onze points d'avance aux Wallabies (17-28). À la 31e, un essai de Pierre Spies transformé par Morne Steyn permet aux Springboks de réduire l'écart à la marque, la mi-temps est sifflée sur le score de 28 à 24 pour l'Australie.
Les deux équipes marquent chacune une pénalité en début de deuxième mi-temps par Morne Steyn à la 46e et Matt Giteau à la 48e (27-31). Les Springboks prennent pour la première fois l'avantage au score par un essai de François Steyn à la 50e sur une passe acrobatique de Morne Steyn, ce dernier réussit la transformation (34-31). François Steyn réussit une pénalité de plus de 50 mètres à la 68e, ce qui donne six points d'avance aux Sud-Africains (37-31). Les Springboks marquent un cinquième essai par JP Pietersen à la 79e, Butch James réussit la transformation. Le score final est de 44 à 31 en faveur des Sud-Africains.
- Afrique du Sud
  - Titulaires : 15 François Steyn, 14 JP Pietersen, 13 Jaque Fourie, 12 Jean de Villiers, 11 Bryan Habana, 10 Morne Steyn, 9 Francois Hougaard, 8 Pierre Spies, 7 Juan Smith, 6 Schalk Burger, 5 Victor Matfield, 4 Flip van der Merwe, 3 Jannie du Plessis, 2 John Smit, 1 Gurthrö Steenkamp.
  - Remplaçants : 16 Chiliboy Ralepelle, 17 CJ van der Linde, 18 Danie Rossouw, 19 Ryan Kankowski, 20 Ricky Januarie, 21 Butch James, 22 Juan de Jongh.
  - Entraîneur : Peter de Villiers
- Australie
  - Titulaires : 15 Kurtley Beale, 14 James O'Connor, 13 Adam Ashley-Cooper, 12 Matt Giteau, 11 Drew Mitchell, 10 Quade Cooper, 9 Will Genia, 8 Richard Brown, 7 David Pocock, 6 Rocky Elsom (cap.), 5 Nathan Sharpe, 4 Dean Mumm, 3 Salesi Ma'afu, 2 Saia Faainga, 1 Benn Robinson.
  - Remplaçants : 16 Stephen Moore, 17 James Slipper, 18 Ben McCalman, 19 Rob Simmons, 20 Luke Burgess, 21 Berrick Barnes, 22 Anthony Faainga
  - Entraîneur : Robbie Deans

### Afrique du Sud - Australie du 4 septembre 2010
4 septembre 2010 au Free State Stadium, Bloemfontein
Points marqués :
- Afrique du Sud : 3 essais de Fourie (40e), Steenkamp 45(e), de Villiers (54e), 3 transformations de M.Steyn (40e, 46e, 55e), 6 pénalités de M.Steyn (5e, 18e, 50e, 61e, 70e, 76e)
- Australie : 5 essais de Beale (8e), O'Connor (14e), Moore (21e), Elsom (25e), Mitchell (72e), 5 transformations de Giteau (9e, 15e, 22e, 26e), O'Connor(73e), 2 pénalités de Giteau (2e) et Beale (79e)

Évolution du score : 0-3, 3-3, 3-10, 3-17, 6-17, 6-24, 6-31, 13-31, 20-31, 23-31, 30-31, 33-31, 36-31, 36-38, 39-38, 39-41
Arbitre : Wayne Barnes 
Résumé
Matt Giteau ouvre le score pour l'Australie dès la 2e en marquant une pénalité consécutive à un ballon gardé au sol par Bryan Habana (0-3). Les Sud-Aricains égalisent par une pénalité de Morne Steyn à la 5e (3-3). Les Wallabies marquent un premier essai par Kurtley Beale à la 8e au terme d'une attaque au grand large des trois-quarts australiens. Matt Giteau transforme et porte le score à 3-10. Le deuxième essai australien est marqué par James O'Connor à la 13e, après un ballon perdu à la touche par Victor Matfield et un ballon rapidement transmis par les Wallabies sur l'autre aile. Giteau réussit la transformation (3-17). Les Springboks reviennent au score par une pénalité de Morne Steyn à la 18e (6-17), mais les Australiens marquent ensuite un essai en force par leur talonneur Stephen Moore avec une transformation réussie par Giteau (6-24). Les Wallabies augmentent l'écart à la marque avec un essai de Rocky Elsom à la 24e qui conclut une percée plein centre de James O'Connor. Giteau réussit à nouveau la transformation (6-31). Le capitaine sud-africain, Victor Matfield, sonne alors le réveil de son équipe par un exploit personnel à la 40e. Il lobe au pied un défenseur et transmet à  Jaque Fourie qui marque le premier essai des Springboks. Morne Steyn réussit la transformation, la mi-temps est sifflée sur le score de 31 à 13 pour l'Australie.
En seconde mi-temps, les Springboks poursuivent leur remontée au score, marquant vingt points sans en concéder. Ils marquent tout d'abord leur deuxième essai par Gurthrö Steenkamp malgré un plaquage de Elsom, Morne Steyn transforme (20-31). Ce dernier marque une pénalité à la 50e puis transforme le troisième essai sud-africain marqué en force par Jean de Villiers à la 54e (30-31). Une pénalité réussie par Morne Steyn permet aux Sud-Africains de mener au score à la 61e par 33 à 31. Les Australiens doivent jouer à quatorze pendant dix minutes à partir de la 69e lorsque Saia Fainga'a est exclu pour plaquage dangereux, cette faute permet à Morne Steyn de marquer une nouvelle pénalité à la 70e (36-31). Bien que jouant à quatorze, les Wallabies marquent un essai par Drew Mitchell sur une remise à l'intérieur de Matt Giteau. Giteau réussit la transformation, ce qui permet aux Australiens de mener à nouveau à la marque (36-38). Les Springboks pensent avoir le match gagné lorsque Morne Steyn réussit une pénalité à la 76e (39-38), mais Kurtley Beale marque une pénalité de 55 mètres à la 80e et permet aux Wallabies de remporter le match par 41 à 39.
- Afrique du Sud
  - Titulaires : 15 François Steyn, 14 JP Pietersen, 13 Jaque Fourie, 12 Jean de Villiers, 11 Bryan Habana, 10 Morne Steyn, 9 Francois Hougaard, 8 Pierre Spies, 7 Juan Smith, 6 Schalk Burger, 5 Victor Matfield, 4 Danie Rossouw, 3 Jannie du Plessis, 2 John Smit (cap.), 1 Gurthrö Steenkamp.
  - Remplaçants : 16 Chiliboy Ralepelle, 17 CJ van der Linde, 18 Flip van der Merwe, 19 Ryan Kankowski, 20 Ricky Januarie, 21 Juan de Jongh, 22 Gio Aplon.

Ralepelle, 17 CJ van der Linde, 18 Flip van der Merwe, 19 Ryan Kankowski, 20 Ricky Januarie, 21 Juan de Jongh, 22 Gio Aplon.
- - Entraîneur : Peter de Villiers
- Australie
  - Titulaires : 15 Kurtley Beale, 14 James O'Connor, 13 Adam Ashley-Cooper, 12 Matt Giteau, 11 Drew Mitchell, 10 Quade Cooper, 9 Will Genia, 8 Ben McCalman, 7 David Pocock, 6 Rocky Elsom (cap.), 5 Nathan Sharpe, 4 Mark Chisholm, 3 Salesi Ma'afu, 2 Stephen Moore, 1 Benn Robinson.
  - Remplaçants : 16 Saia Fainga'a, 17 James Slipper, 18 Dean Mumm, 19 Richard Brown, 20 Luke Burgess, 21 Berrick Barnes, 22 Anthony Faainga
  - Entraîneur : Robbie Deans